# Holden Standard
Holden Standard är en personbil, tillverkad i tre generationer av den australiensiska biltillverkaren Holden mellan 1956 och 1968.

## Holden FE/FC/FB/EK (1956-62)
1956 fick Holden-bilarna en ny, modern kaross. Mekaniken hämtades från företrädaren Holden FJ, men motorn modifierades för högre effekt. Modellutbudet utökades med en kombi-version. Personbilarna såldes i två utrustningsversioner:
- Holden Standard
- Holden Special

### FE
Holden FE introducerades i juli 1956. I mars 1957 tillkom en kombi-version och senare under våren kom de lätta lastbilarna Utility (pick up) och Panel Van (skåpbil).

### FC
Holden FC introducerades i maj 1958. Det var endast en lätt uppdatering med modifierad kromutsmyckning.

### FB
Holden FB introducerades i januari 1960. Karossen hade uppdaterats enligt rådande USA-mode, med panoramaruta fram och fenor på bakskärmarna. Motorn hade fått större slagvolym.

### EK
Holden EK introducerades i maj 1961. Det var ännu en lätt uppdatering, där den viktigaste förändringen var introduktionen av GM:s treväxlade automatlåda Hydra-Matic som extrautrustning. Ett år senare ersattes den av en fyrväxlad variant.

### Motor
| Modell | Motor              | Cylindervolym | Effekt | Bränslesystem   |
| ------ | ------------------ | ------------- | ------ | --------------- |
| FE, FC | 6-cyl radmotor ohv | 2166 cm³      | 70 hk  | Enkel förgasare |
| FB, EK | 6-cyl radmotor ohv | 2262 cm³      | 75 hk  | Enkel förgasare |

## Holden EJ/EH (1962-65)
1962 fick Holden-bilarna en ny, betydligt mer återhållsam kaross, långt från företrädarens extravaganser. Modellutbudet utökades med den lyxiga Premier. Den fanns bara med sedan-kaross och hade automatlåda som standard. Personbilarna såldes därmed i tre utrustningsversioner:
- Holden Standard
- Holden Special
- Holden Premier

### EJ
Holden EJ introducerades i juli 1962 som sedan och kombi. De lätta lastbilarna Utility och Panel Van tillkom ett halvår senare.

### EH
Holden EH introducerades i augusti 1963. Karossen modifierades med ny taklinje och ett större bagageutrymme. Motorn moderniserades med sjulagrad vevaxel och modifierat cylinderhuvud. Den erbjöds nu i två olika storlekar. Premier såldes nu även som kombi.

### Motor
| Modell | Motor              | Cylindervolym | Effekt    | Bränslesystem   |
| ------ | ------------------ | ------------- | --------- | --------------- |
| EJ     | 6-cyl radmotor ohv | 2262 cm³      | 75 hk     | Enkel förgasare |
| EH     | 6-cyl radmotor ohv | 2447 cm³      | 95-100 hk | Enkel förgasare |
| EH     | 6-cyl radmotor ohv | 2930 cm³      | 115 hk    | Enkel förgasare |

## Holden HD/HR (1965-68)
1965 fick Holden-bilarna en ny, större kaross. Bilen räknades nu som sexsitsig. Den gamla automatlådan Hydra-Matic ersattes av Chevrolets tvåväxlade Powerglide. Den större motorn erbjöds i den starkare tvåförgasar-versionen X2.

### HD
Holden HD introducerades i februari 1965 som sedan och kombi. De lätta lastbilarna Utility och Panel Van följde i juli samma år.

### HR
Holden HR introducerades i april 1966. Den viktigaste ändringen var att motorerna växte i storlek. En fyrväxlad manuell växellåda från Opel infördes som tillval.
Bilen ersattes i januari 1968 av Holden HK.

### Motor
| Modell | Motor              | Cylindervolym | Effekt     | Bränslesystem    |
| ------ | ------------------ | ------------- | ---------- | ---------------- |
| HD     | 6-cyl radmotor ohv | 2447 cm³      | 95-100 hk  | Enkel förgasare  |
| HD     | 6-cyl radmotor ohv | 2930 cm³      | 115 hk     | Enkel förgasare  |
| HD X2  | 6-cyl radmotor ohv | 2930 cm³      | 140 hk     | Dubbla förgasare |
| HR     | 6-cyl radmotor ohv | 2637 cm³      | 108-114 hk | Enkel förgasare  |
| HR     | 6-cyl radmotor ohv | 3048 cm³      | 126 hk     | Enkel förgasare  |
| HR X2  | 6-cyl radmotor ohv | 3048 cm³      | 145 hk     | Dubbla förgasare |

## Bilder

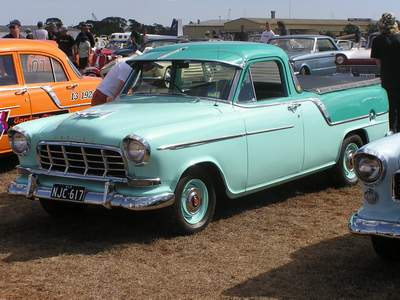
FC Utility
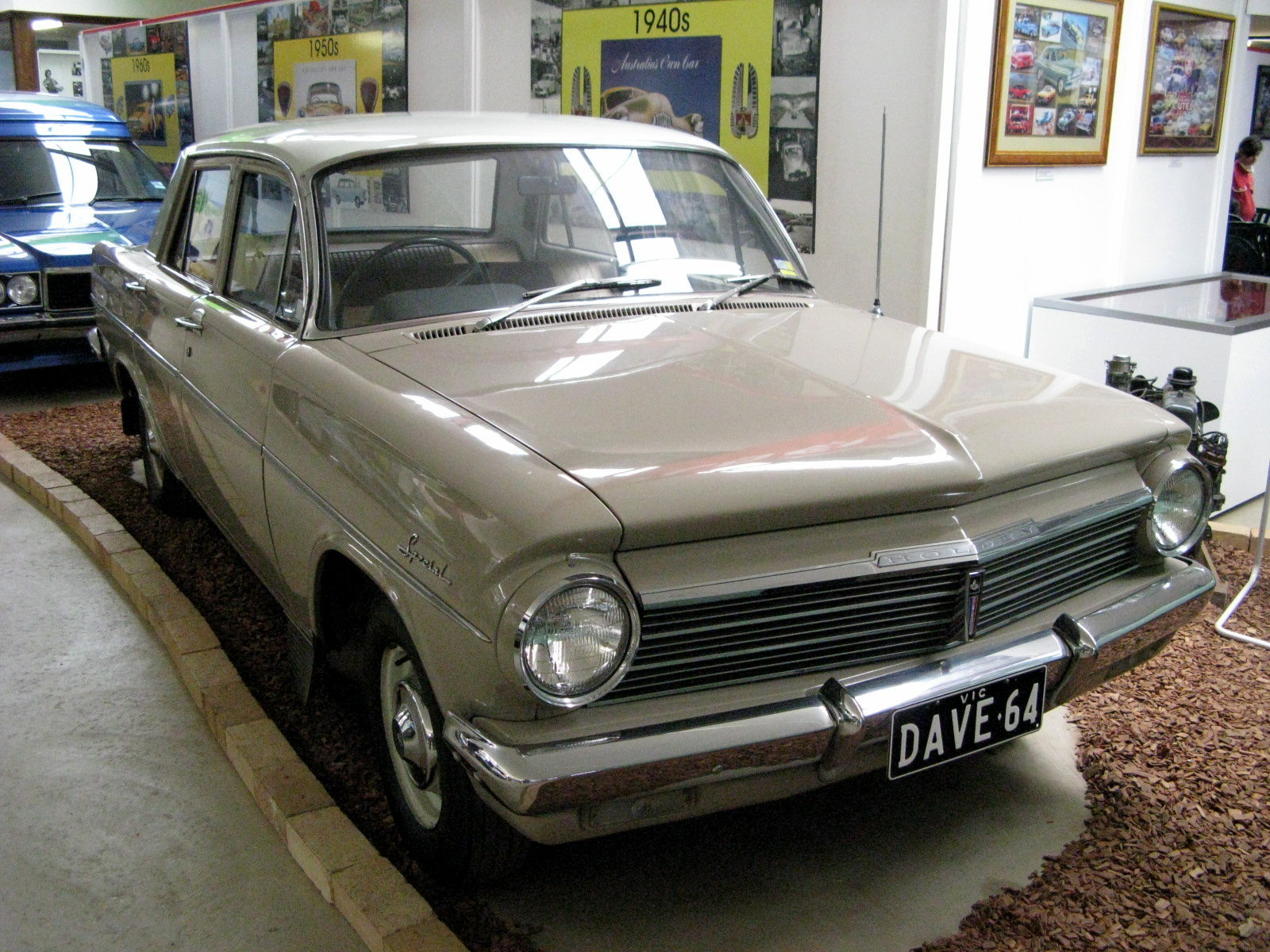
EH Special
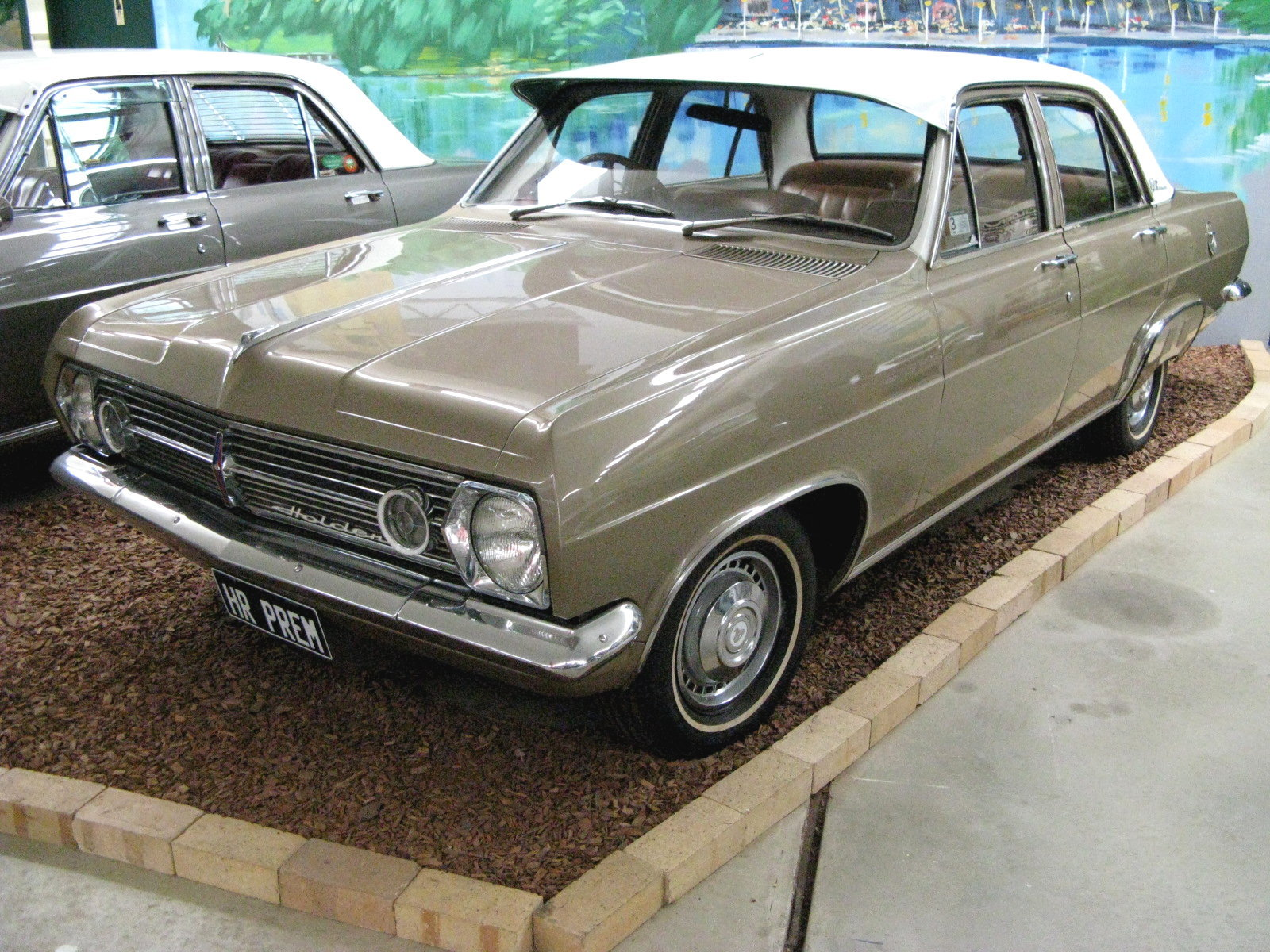
HR Premier

## Tillverkning
| Modell | Antal   |
| ------ | ------- |
| FE     | 155 161 |
| FC     | 191 724 |
| FB     | 174 747 |
| EK     | 150 214 |
| EJ     | 154 811 |
| EH     | 256 959 |
| HD     | 178 927 |
| HR     | 252 352 |